# Evergem
Evergem é um município belga situado na província de Flandres Oriental. O município é constituído pelas vilas de Belzele, Doornzele, Ertvelde, Evergem, Kerkbrugge-Langerbrugge, Kluizen, Rieme, Sleidinge e Wippelgem. Em 1 de Janeiro de 2006 tinha uma população de 32,244 habitantes, uma área total de 75,04 km²e uma correspondente densidade populacional de 430 habitantes por km².

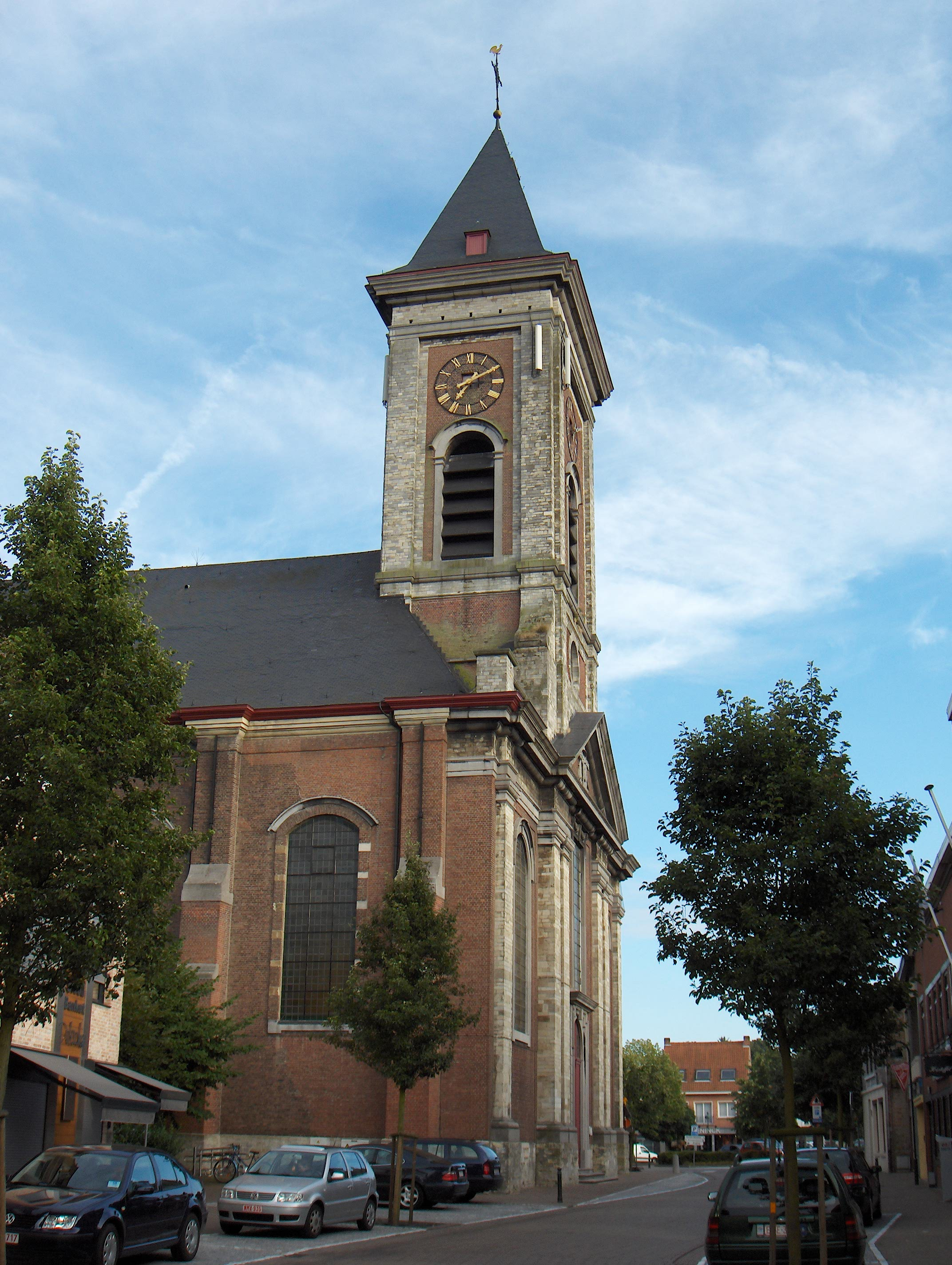
Igreja de São Cristóvão, finais do século XVIII

## Habitantes famosos
- Luc De Vos, Cantor da banda Gorky
- Wilfried Martens, antigo primeiro-ministro da Bélgica, presidente do Partido Popular Europeu
- Eddy Wally, singer

## Localidades vizinhas
Evergem confina com as seguintes vilas:
- a. Lembeke (Kaprijke);
- b. Oosteeklo (Assenede);
- c. Assenede
- d. Zelzate
- e. Ghent
- f. Wondelgem (Ghent)
- g. Mariakerke (Ghent)
- h. Vinderhoute (Lovendegem)
- i. Lovendegem
- j. Waarschoot

### Mapa

Mapa do município de Evergem e localidades vizinhas.

### Tabela
| #                       | Nome                                                                     | Superfície | População (2002) |
| ----------------------- | ------------------------------------------------------------------------ | ---------- | ---------------- |
| I (V) (VI) (VII) (VIII) | Evergem -Evergem -Wippelgem -Doornzele -Kerkbrugge-Langerbrugge -Belzele | 30,89      | 15.251           |
| II (IX)                 | Ertvelde -Ertvelde -Rieme                                                |            |                  |
| III                     | Sleidinge                                                                | 20,74      | 6712             |
| IV                      | Kluizen                                                                  |            |                  |

## Evolução demográfica
Opm:Fonte:NIS